# Heinrich Marschner
Heinrich August Marschner (født 16. august 1795 i Zittau, død 14. december 1861 i Hannover), var en tysk komponist, der først og fremmest skrev operaer.
Marschners hovedværk er Hans Heiling (1833), der med sin ledemotivteknik fik indflydelse på Richard Wagners værker, blandt andet Den flyvende Hollænder. Han var kapelmester i Hannover i 1830-61.
Marschner var allerede i sin gymnasietid virksom som korsanger og ville være komponist. Trods alvorlige brister i sin musikalske uddannelse skrev han 1810 balletten Die stoltze Bäuerin. Han begyndte at studere jura i Leipzig, men tillige musik hos Daniel Gottlob Türk og foretog sine første koncertturnéer, hvorefter han endegyldigt belettede sig för musikerhvervet. I 1816 fik han tilbudt en stilling som musiklærer hos grev Ferdinánd Zichy i Bratislava og blev efterfølgende engageret som kapelmester. I 1820 opførte Carl Maria von Weber Marschners opera Heinrich IV und d'Aubigné i Dresden, hvor tkomponisten blev ansat som musikdirektør og tillige skrev flere sceniske værker. I 1826 forlod han Dresden, efter som han ikke fik lov til at efterfølge Weber. Efter en længere koncertturné overtog han 1827 ledelsen af orkesteret vid Stadttheater i Leipzig og blev i 1831 kapelmester ved Hoftheater i Hannover. Efter sin pensionering i 1859 bosatte han sig i Paris.

## Værker

### Operaer
- Titus (1816)
- Saidar und Zulima (1818)
- Das stille Volk (1818)
- Heinrich IV und d'Aubigné (1820)
- Der Kyffhäuserberg (1822)
- Der Holzdieb (1825)
- Lukretia (1827)
- Der Vampyr (1828)
- Der Templer und die Jüdin (1829)
- Des Falkners Braut (1832)
- Hans Heiling (1833)
- Das Schloss am Ätna (1836)
- Kaiser Adolph von Nassau (1845)
- Austin (1852)
- Sangeskönig Hiarne oder das Tyrsingsschwert (1863

### Kammermusik
- Pianotrio nr 1 i a-moll, op. 29
- Pianotrio nr 2 i g-moll, op. 111
- Pianotrio nr 3 i f-moll, op. 121
- Pianotrio nr 4 i D-dur, op. 135
- Pianotrio nr 5 i d-moll, op. 138
- Pianotrio nr 6 i c-moll, op. 148
- Pianotrio nr 7 i F-dur, op. 167
- Pianokvartet nr 1 i B-dur, op. 36
- Pianokvartet nr 2 i G-dur, op. 158